# Margit Carlqvist
Margit Carlqvist (født 11. februar 1932 i Stockholm) er en svensk skuespillerinde. Hun er nok bedst kendt for sin rolle i Ingmar Bergmans film Sommernattens smil (1955). Andre af hendes filmroller tæller eksempelvis Spion 503 (1958), Klabautermanden (1969) og Ih, det var dog den stiveste (1970).

## Udvalgt filmografi
- To mennesker (1950)
- Gårdmandstøsen (1951)
- Hård klang (1952)
- Lilly - 20 år (1952)
- Filmen om Marianne (1953)
- Ude blæser sommervinden (1955)
- Sommernattens smil (1955)
- Gårdene omkring søen (1957)
- Spion 503 (1958)
- Skal vi elske? (1961)
- Det hvide genfærd (1962)
- Skal vi lege skjul? (1963)
- Elskende par (1964)
- Skrift i sne (1966)
- Klabautermanden (1969)
- Ih, det var dog den stiveste (1970)
- Det sidste eventyr (1974)
- Mackan - bare 14 (1977)